# NetzBon
Der NetzBon (früher BonNetzBon) ist eine Komplementärwährung, die 2001 von dem Verein „Soziale Ökonomie“ in Basel initiiert wurde und in über 130 Unternehmen in der Region Basel (Schweiz) als Zahlungsmittel akzeptiert wird (Stand 2016).
Der NetzBon wird von der „Genossenschaft Netz Soziale Ökonomie“ herausgegeben und allein durch sie finanziert. Die Alternativwährung ist vollkommen unabhängig von aussenstehenden Geldgebern. Der „Förderverein Soziale Ökonomie“ wiederum bürgt solidarisch und in vollem Umfang für ihre Sicherheit und Konvertibilität.
Seit 2005 wird der NetzBon durch bestimmte Drucktechniken gegen Fälschung geschützt. Jede Notenserie unterscheidet sich in ihrer Druckfarbe. Der angegebene Notenwert entspricht dem aufgedruckten Gegenwert in Schweizer Franken. Seine Gültigkeit beträgt in der Regel drei Jahre, jedoch können alte Serien jeweils nach Ablauf mit einer Gebühr in die neuen Seriennoten umgetauscht werden.

## Geschichte
2001 wurde der „BonNetzBon“ (BNB) durch die „Genossenschaft Netz Soziale Ökonomie“ in Basel eingeführt. Ziel war es, den Austausch der BNBs innerhalb des Genossenschaftsnetzes als Zahlungsmittel in den ihr angeschlossenen Betrieben und Organisationen zu etablieren und die Kommunikation untereinander zu fördern. Zu dieser Zeit handelte es sich bei dem Bon um eine nicht konvertierbare Währung, d. h., er konnte nicht in eine andere Währung bzw. in Schweizer Franken umgetauscht werden.
2005 wandelte man den BNB in eine konvertible und somit rücktauschbare Währung um. Gleichzeitig machte man ihn für Nichtmitglieder zugänglich. Zu dieser Zeit erhielt er auch ein neues Layout. Als Hauptmotiv wählte man die Petroglyphen einer Höhlenmalerei, als Hintergrund das Motiv eines unvollständigen Puzzles, das die Vernetzung der verschiedenen Mitgliederbetriebe und Organisationen versinnbildlicht.
2012 erhielt der BNB ein neues Bildmotiv. Bis 2015 wurden die Scheine mit abstrakten Icons versehen. Die verschiedenen Symbole brachten die unterschiedlichen Arbeitsbereiche bzw. Wirtschaftszweige der Genossenschaftsbetriebe zum Ausdruck.
2015 wurde der BonNetzBon in „NetzBon“ umbenannt und erhielt erneut ein neues Erscheinungsbild. Heute ist die Basler Stadtkarte auf den Scheinen abgebildet.